# زهرة الحر
زهرة جواد الحر (1917 - 2004) أو شاعرة جبل عامل، طبيبة ومربية وأديبة من جبل عامل، نظمت الشعر وهي لا تتجاوز الثالثة عشر من عمرها، وهي أول معلمة تم تعيينها في صور عام 1932 م.

## الولادة والنشأة
ولدت زهرة الحر في مدينة صور عام 1917، وهي من بلدة جباع الجنوبية. تابعت دراستها حتى نالت شهادة في التمريض النسائي، من كلية الطب الفرنسية في بيروت. في العام 1932 تم تعيينها كأول مدّرسة للبنات في المدرسة الابتدائية للبنات في صور، وإلى جانب تدريسها للبنات عملت في مجال التوليد وتمريض النساء حتى بلغت سن السبعين.

## نشاطاتها
زهرة الحر من رواد تحرير المرأة في الجنوب اللبناني، كما كانت من الأعضاء المؤسسين في المجلس الثقافي للبنان الجنوبي عام 1964 م.
حصلت على وسام العمل الفضي 1971 من المجلس الثقافي للبنان الجنوبي، وانتخبت في العام 1975 «الأم المثالية» عن جنوب لبنان.

## إنتاجها الشعري
امتاز شعرها بالوجدانية والوطنية، ولا سيما في المراحل الحساسة من التاريخ العربي في القرن العشرين، ولها عدد من الدواوين المطبوعة منها:
- قصائد منسية (ديوان)، 1975[4]
- رياح الخريف (ديوان)، 1992
- الله جلّ جلاله
- بالإضافة إلى العديد من القصائد المنشورة في مجلة العرفان وغيرها.[5]

## وفاتها
توفيت زهرة الحر أرملة الشيخ عبد الله الحر في شهر شباط من العام 2004 ودفنت في مدينة صور.